# Pseudexostoma yunnanensis
Pseudexostoma yunnanensis es una especie de peces de la familia Sisoridae en el orden de los Siluriformes.

## Morfología
• Los machos pueden llegar alcanzar los 11,1 cm de longitud total.

## Hábitat
Es un pez de agua dulce y de clima templado.

## Distribución geográfica
Se encuentran en Asia: río Dayinjiang ( cuenca del río Irrawaddy, la China ).